# کیپ کوست
کیپ کوست (به لاتین: Cape Coast) یک شهر بزرگ در غنا است که در منطقه مرکزی (غنا) واقع شده‌است.

## خصوصیات
کیپ کوست ۱۶۹٬۸۹۴ نفر جمعیت دارد و ۰ متر بالاتر از سطح دریا واقع شده‌است.

## خواهرخوانده
شهرهای بن و بوفالو، نیویورک خواهرخوانده‌های کیپ کوست هستند.